# Daniel Anckermann
Daniel Anckermann (* ca. 1590; † ca. 1665) war ein deutscher Bildhauer und Stuckateur der Spätrenaissance.

## Leben

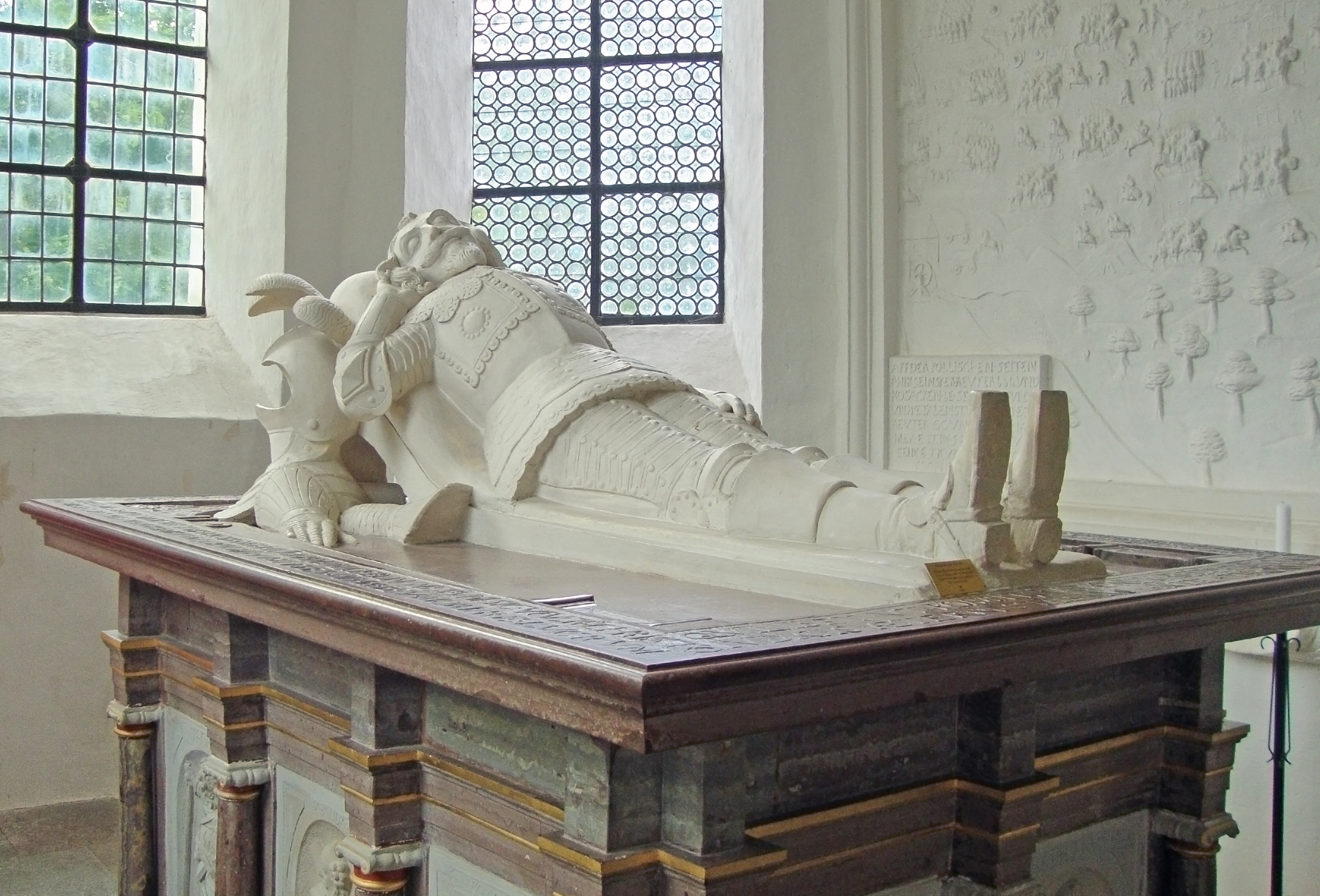
Grabmal von Wrangel in Skokloster

Über die genauen Lebensdaten Anckermanns ist nichts bekannt. Er war zunächst in Mecklenburg tätig, wo er vor 1620 für Herzog Albrecht II. die Stuckdecke des Festsaals im Schloss Güstrow herstellte. Auch die 1945 beim Schlossbrand zerstörten Ornamentdecken im Schloss Dargun entstanden 1617 bis 1625 von seiner Hand. Er ging dann nach Schweden und schuf von 1641 bis 1644 die Innenausgestaltung des Palais Makalös in Stockholm. 1645 fertigte er die Stuckreliefs nebst Reiterstatue und der Statue des Generals auf dem Grabmal selbst in der Grabkapelle des 1643 verstorbenen schwedischen Generals Hermann von Wrangel in der Kirche Skokloster. Von 1646 bis 1649 arbeitete er für Jakob de la Gardie auf Jakobsdal und in Uppsala. 1656 verließ er Schweden über Riga, wo er mit Arbeiten am Rigaer Schloss betraut war, in Richtung Lübeck. Damit verliert sich seine Spur.